# Collegio elettorale di Milano V (Senato della Repubblica)
Il collegio di Milano V fu un collegio elettorale uninominale della Repubblica Italiana appartenente alla Circoscrizione Lombardia; fu utilizzato per eleggere un senatore della Repubblica dalla I alla XI legislatura.

## Storia
Il collegio venne creato nel 1948 secondo la legge n. 29 del 6 febbraio 1948 la quale, pur basandosi sull'impianto proporzionale in vigore per la Camera, rispetto a quest'ultima conteneva alcuni piccoli correttivi in senso maggioritario. Tale legge ebbe il suo definitivo perfezionamento col Testo Unico n. 361 del 1957. Differentemente dalla Camera, la legge elettorale del Senato si articolava su base regionale, seguendo il dettato costituzionale (art.57). Ogni Regione era suddivisa in tanti collegi uninominali quanti erano i seggi ad essa assegnati. All'interno di ciascun collegio, veniva eletto il candidato che avesse raggiunto il quorum del 65% delle preferenze: tale soglia, oggettivamente di difficilissimo conseguimento, tradiva l'impianto proporzionale su cui era concepito anche il sistema elettorale della Camera Alta. Qualora, come normalmente avveniva, nessun candidato avesse conseguito l'elezione, i voti di tutti i candidati venivano raggruppati in liste di partito a livello regionale, dove i seggi venivano allocati utilizzando il metodo D'Hondt delle maggiori medie statistiche e quindi, all'interno di ciascuna lista, venivano dichiarati eletti i candidati con le migliori percentuali di preferenza.
Il collegio di Milano V venne abrogato nel 1993, con la cosiddetta Legge Mattarella (Legge n. 276, Norme per l'elezione del Senato della Repubblica), attuata in seguito al referendum abrogativo del 1993. Con la legge Mattarella venne istituito per la Camera dei deputati e per il Senato della Repubblica un sistema di elezione misto, in parte maggioritario e in parte proporzionale. Il 75% dei parlamentari dell'assemblea veniva eletto in collegi uninominali tramite sistema maggioritario a turno unico; il restante 25% al Senato veniva eletto tramite recupero proporzionale dei più votati non eletti attraverso un meccanismo di calcolo denominato "scorporo", cioè sottraendo dal conteggio dei voti totali di una lista nella parte proporzionale i voti ottenuti dai candidati collegati alla medesima lista che erano eletti nei collegi uninominali con il sistema maggioritario.

### Territorio
Il collegio di Milano V era uno dei 31 collegi uninominali in cui era suddivisa la Lombardia; era interamente compreso nella provincia di Milano e comprendeva i seguenti comuni: parte del comune di Milano, Peschiera Borromeo e Segrate.

## Dati elettorali

### I legislatura
|                                                                                | Piero Montagnani ✔️ Eletto | Fronte Democratico Popolare                      | 55 382  | 42,72 |  |  |  |  |  |
|                                                                                | Gioacchino Malavasi        | Democrazia Cristiana                             | 51 063  | 39,39 |  |  |  |  |  |
|                                                                                | Ugo Guido Mondolfo         | Unità Socialista - Partito Repubblicano Italiano | 19 305  | 14,89 |  |  |  |  |  |
|                                                                                | Fernando Pozzani           | Blocco Nazionale                                 | 3 878   | 2,99  |  |  |  |  |  |
| Totale                                                                         | Totale                     | Totale                                           | 129 628 | 100   |  |  |  |  |  |
|                                                                                |                            |                                                  |         |       |  |  |  |  |  |
| Voti non validi                                                                | Voti non validi            | Voti non validi                                  | 4 331   | 3,23  |  |  |  |  |  |
| Votanti                                                                        | Votanti                    | Votanti                                          | 133 959 | 91,90 |  |  |  |  |  |
| Elettori                                                                       | Elettori                   | Elettori                                         | 145 763 |       |  |  |  |  |  |
|                                                                                |                            |                                                  |         |       |  |  |  |  |  |
| Nota: quorum del 65% non raggiunto; ripartizione dei seggi a livello regionale |                            |                                                  |         |       |  |  |  |  |  |
| Data: 18 aprile 1948                                                           |                            |                                                  |         |       |  |  |  |  |  |
| Fonte: Ministero dell'interno                                                  |                            |                                                  |         |       |  |  |  |  |  |

### II legislatura
|                                                                                | Aldo Varisco        | Democrazia Cristiana                    | 49 328  | 32,83 |  |  |  |  |  |
|                                                                                | Piero Montagnani    | Partito Comunista Italiano              | 37 062  | 24,67 |  |  |  |  |  |
|                                                                                | Francesco Mariani   | Partito Socialista Italiano             | 27 486  | 18,29 |  |  |  |  |  |
|                                                                                | Giuseppe Faravelli  | Partito Socialista Democratico Italiano | 11 961  | 7,96  |  |  |  |  |  |
|                                                                                | Mario Marina        | Movimento Sociale Italiano              | 8 410   | 5,60  |  |  |  |  |  |
|                                                                                | Alessandro Visconti | Partito Nazionale Monarchico            | 6 992   | 4,65  |  |  |  |  |  |
|                                                                                | Edoardo Frigè       | Unità Popolare                          | 3 501   | 2,33  |  |  |  |  |  |
|                                                                                | Aldo Gini           | Partito Liberale Italiano               | 3 206   | 2,13  |  |  |  |  |  |
|                                                                                | Mary Chiesa Tibaldi | Partito Repubblicano Italiano           | 1 735   | 1,15  |  |  |  |  |  |
|                                                                                | Enrico Sbisà        | Alleanza Democratica Nazionale          | 560     | 0,37  |  |  |  |  |  |
| Totale                                                                         | Totale              | Totale                                  | 150 241 | 100   |  |  |  |  |  |
|                                                                                |                     |                                         |         |       |  |  |  |  |  |
| Voti non validi                                                                | Voti non validi     | Voti non validi                         | 4 209   | 2,73  |  |  |  |  |  |
| Votanti                                                                        | Votanti             | Votanti                                 | 154 450 | 95,16 |  |  |  |  |  |
| Elettori                                                                       | Elettori            | Elettori                                | 162 298 |       |  |  |  |  |  |
|                                                                                |                     |                                         |         |       |  |  |  |  |  |
| Nota: quorum del 65% non raggiunto; ripartizione dei seggi a livello regionale |                     |                                         |         |       |  |  |  |  |  |
| Data: 7 giugno 1953                                                            |                     |                                         |         |       |  |  |  |  |  |
| Fonte: Ministero dell'interno                                                  |                     |                                         |         |       |  |  |  |  |  |

### III legislatura
|                                                                                | Giuseppe Marchesi   | Democrazia Cristiana                    | 57 549  | 31,01 |  |  |  |  |  |
|                                                                                | Giuseppe Alberganti | Partito Comunista Italiano              | 45 195  | 24,35 |  |  |  |  |  |
|                                                                                | Piero Caleffi       | Partito Socialista Italiano             | 39 878  | 21,49 |  |  |  |  |  |
|                                                                                | Giuseppe Lanati     | Partito Socialista Democratico Italiano | 16 111  | 8,68  |  |  |  |  |  |
|                                                                                | Adolfo Serbolonghi  | Movimento Sociale Italiano              | 11 604  | 6,25  |  |  |  |  |  |
|                                                                                | Alberto Gelfi       | Partito Liberale Italiano               | 11 591  | 6,25  |  |  |  |  |  |
|                                                                                | Alessandro Bodrero  | PRI - PR                                | 2 601   | 1,40  |  |  |  |  |  |
|                                                                                | Ezio Cerruti        | Movimento Comunità                      | 1 070   | 0,58  |  |  |  |  |  |
| Totale                                                                         | Totale              | Totale                                  | 185 599 | 100   |  |  |  |  |  |
|                                                                                |                     |                                         |         |       |  |  |  |  |  |
| Voti non validi                                                                | Voti non validi     | Voti non validi                         | 7 898   | 4,08  |  |  |  |  |  |
| Votanti                                                                        | Votanti             | Votanti                                 | 193 497 | 96,03 |  |  |  |  |  |
| Elettori                                                                       | Elettori            | Elettori                                | 201 494 |       |  |  |  |  |  |
|                                                                                |                     |                                         |         |       |  |  |  |  |  |
| Nota: quorum del 65% non raggiunto; ripartizione dei seggi a livello regionale |                     |                                         |         |       |  |  |  |  |  |
| Data: 25 maggio 1958                                                           |                     |                                         |         |       |  |  |  |  |  |
| Fonte: Ministero dell'interno                                                  |                     |                                         |         |       |  |  |  |  |  |

### IV legislatura
|                                                                                | Ugo Bartesaghi ✔️ Eletto | Partito Comunista Italiano                       | 62 302  | 25,86 |  |  |  |  |  |
|                                                                                | L. Mattioli              | Democrazia Cristiana                             | 58 165  | 24,14 |  |  |  |  |  |
|                                                                                | Piero Caleffi            | Partito Socialista Italiano                      | 47 578  | 19,75 |  |  |  |  |  |
|                                                                                | Antonio Coppi            | Partito Liberale Italiano                        | 31 348  | 13,01 |  |  |  |  |  |
|                                                                                | A. Ronchi                | Partito Socialista Democratico Italiano          | 21 881  | 9,08  |  |  |  |  |  |
|                                                                                | Laerte Crivellini        | Movimento Sociale Italiano                       | 14 401  | 5,98  |  |  |  |  |  |
|                                                                                | C. Fabbris               | Partito Democratico Italiano di Unità Monarchica | 3 582   | 1,49  |  |  |  |  |  |
|                                                                                | M. Razzini               | Partito Repubblicano Italiano                    | 1 693   | 0,70  |  |  |  |  |  |
| Totale                                                                         | Totale                   | Totale                                           | 240 950 | 100   |  |  |  |  |  |
|                                                                                |                          |                                                  |         |       |  |  |  |  |  |
| Voti non validi                                                                | Voti non validi          | Voti non validi                                  | 8 386   | 3,36  |  |  |  |  |  |
| Votanti                                                                        | Votanti                  | Votanti                                          | 249 336 | 95,37 |  |  |  |  |  |
| Elettori                                                                       | Elettori                 | Elettori                                         | 261 436 |       |  |  |  |  |  |
|                                                                                |                          |                                                  |         |       |  |  |  |  |  |
| Nota: quorum del 65% non raggiunto; ripartizione dei seggi a livello regionale |                          |                                                  |         |       |  |  |  |  |  |
| Data: 28 aprile 1963                                                           |                          |                                                  |         |       |  |  |  |  |  |
| Fonte: Ministero dell'interno                                                  |                          |                                                  |         |       |  |  |  |  |  |

### V legislatura
|                                                                                | Mario Venanzi ✔️ Eletto   | PCI - PSIUP                   | 76 840  | 29,54 |  |  |  |  |  |
|                                                                                | L. Mattiotti              | Democrazia Cristiana          | 76 004  | 29,22 |  |  |  |  |  |
|                                                                                | Piero Caleffi ✔️ Eletto   | PSI-PSDI Unificati            | 57 408  | 22,07 |  |  |  |  |  |
|                                                                                | Lea Alcidi Boccacci Rezza | Partito Liberale Italiano     | 31 542  | 12,13 |  |  |  |  |  |
|                                                                                | L. Zanoni                 | Movimento Sociale Italiano    | 13 545  | 5,21  |  |  |  |  |  |
|                                                                                | Achille Ottolenghi        | Partito Repubblicano Italiano | 4 800   | 1,85  |  |  |  |  |  |
| Totale                                                                         | Totale                    | Totale                        | 260 139 | 100   |  |  |  |  |  |
|                                                                                |                           |                               |         |       |  |  |  |  |  |
| Voti non validi                                                                | Voti non validi           | Voti non validi               | 11 569  | 4,26  |  |  |  |  |  |
| Votanti                                                                        | Votanti                   | Votanti                       | 271 708 | 96,36 |  |  |  |  |  |
| Elettori                                                                       | Elettori                  | Elettori                      | 281 976 |       |  |  |  |  |  |
|                                                                                |                           |                               |         |       |  |  |  |  |  |
| Nota: quorum del 65% non raggiunto; ripartizione dei seggi a livello regionale |                           |                               |         |       |  |  |  |  |  |
| Data: 19 maggio 1968                                                           |                           |                               |         |       |  |  |  |  |  |
| Fonte: Ministero dell'interno                                                  |                           |                               |         |       |  |  |  |  |  |

### VI legislatura
|                                                                                | E. Gori                 | Democrazia Cristiana                    | 82 998  | 29,87 |  |  |  |  |  |
|                                                                                | Mario Venanzi ✔️ Eletto | PCI - PSIUP                             | 75 504  | 27,17 |  |  |  |  |  |
|                                                                                | D. Costantino           | Partito Socialista Italiano             | 37 443  | 13,48 |  |  |  |  |  |
|                                                                                | Laerte Crivellini       | Movimento Sociale Italiano              | 23 900  | 8,60  |  |  |  |  |  |
|                                                                                | Vitaliano Peduzzi       | Partito Liberale Italiano               | 21 461  | 7,72  |  |  |  |  |  |
|                                                                                | G. P. Orsello           | Partito Socialista Democratico Italiano | 17 289  | 6,22  |  |  |  |  |  |
|                                                                                | Achille Ottolenghi      | Partito Repubblicano Italiano           | 16 209  | 5,83  |  |  |  |  |  |
|                                                                                | A. De Faveri            | Partito Comunista (Marxista-Leninista)  | 3 056   | 1,10  |  |  |  |  |  |
| Totale                                                                         | Totale                  | Totale                                  | 277 860 | 100   |  |  |  |  |  |
|                                                                                |                         |                                         |         |       |  |  |  |  |  |
| Voti non validi                                                                | Voti non validi         | Voti non validi                         | 8 633   | 3,01  |  |  |  |  |  |
| Votanti                                                                        | Votanti                 | Votanti                                 | 286 493 | 96,67 |  |  |  |  |  |
| Elettori                                                                       | Elettori                | Elettori                                | 296 361 |       |  |  |  |  |  |
|                                                                                |                         |                                         |         |       |  |  |  |  |  |
| Nota: quorum del 65% non raggiunto; ripartizione dei seggi a livello regionale |                         |                                         |         |       |  |  |  |  |  |
| Data: 7 maggio 1972                                                            |                         |                                         |         |       |  |  |  |  |  |
| Fonte: Ministero dell'interno                                                  |                         |                                         |         |       |  |  |  |  |  |

### VII legislatura
|                                                                                | Mario Venanzi ✔️ Eletto | Partito Comunista Italiano              | 97 955  | 34,53 |  |  |  |  |  |
|                                                                                | Siro Brondoni           | Democrazia Cristiana                    | 88 700  | 31,26 |  |  |  |  |  |
|                                                                                | Michele Giannotta       | Partito Socialista Italiano             | 35 838  | 12,63 |  |  |  |  |  |
|                                                                                | Achille Ottolenghi      | Partito Repubblicano Italiano           | 17 843  | 6,29  |  |  |  |  |  |
|                                                                                | Laerte Crivellini       | Movimento Sociale Italiano              | 15 916  | 5,61  |  |  |  |  |  |
|                                                                                | Manlio Piazza           | Partito Socialista Democratico Italiano | 9 826   | 3,46  |  |  |  |  |  |
|                                                                                | Vitaliano Peduzzi       | Partito Liberale Italiano               | 7 715   | 2,72  |  |  |  |  |  |
|                                                                                | Hrayr Terzian           | Democrazia Proletaria                   | 5 266   | 1,86  |  |  |  |  |  |
|                                                                                | Maria Adele Teodori     | Partito Radicale                        | 4 655   | 1,64  |  |  |  |  |  |
| Totale                                                                         | Totale                  | Totale                                  | 283 714 | 100   |  |  |  |  |  |
|                                                                                |                         |                                         |         |       |  |  |  |  |  |
| Voti non validi                                                                | Voti non validi         | Voti non validi                         | 6 469   | 2,23  |  |  |  |  |  |
| Votanti                                                                        | Votanti                 | Votanti                                 | 290 183 | 95,46 |  |  |  |  |  |
| Elettori                                                                       | Elettori                | Elettori                                | 303 986 |       |  |  |  |  |  |
|                                                                                |                         |                                         |         |       |  |  |  |  |  |
| Nota: quorum del 65% non raggiunto; ripartizione dei seggi a livello regionale |                         |                                         |         |       |  |  |  |  |  |
| Data: 20 giugno 1976                                                           |                         |                                         |         |       |  |  |  |  |  |
| Fonte: Ministero dell'interno                                                  |                         |                                         |         |       |  |  |  |  |  |

### VIII legislatura
|                                                                                | Mario Venanzi ✔️ Eletto  | Partito Comunista Italiano                   | 89 910  | 32,11 |  |  |  |  |  |
|                                                                                | G. Rosa                  | Democrazia Cristiana                         | 82 815  | 29,58 |  |  |  |  |  |
|                                                                                | Margherita Boniver       | Partito Socialista Italiano                  | 36 429  | 13,01 |  |  |  |  |  |
|                                                                                | Adriano Buzzati Traverso | Partito Radicale                             | 14 751  | 5,27  |  |  |  |  |  |
|                                                                                | Giorgio Covi             | Partito Repubblicano Italiano                | 14 529  | 5,19  |  |  |  |  |  |
|                                                                                | D. Vermi                 | Movimento Sociale Italiano                   | 13 585  | 4,85  |  |  |  |  |  |
|                                                                                | L. Selmi                 | Partito Socialista Democratico Italiano      | 11 763  | 4,20  |  |  |  |  |  |
|                                                                                | D. D. Pedrazzini         | Partito Liberale Italiano                    | 11 534  | 4,12  |  |  |  |  |  |
|                                                                                | Guido Pollice            | Nuova Sinistra Unita                         | 3 473   | 1,24  |  |  |  |  |  |
|                                                                                | M. Boirivant             | Costituente di Destra - Democrazia Nazionale | 1 224   | 0,44  |  |  |  |  |  |
| Totale                                                                         | Totale                   | Totale                                       | 280 013 | 100   |  |  |  |  |  |
|                                                                                |                          |                                              |         |       |  |  |  |  |  |
| Voti non validi                                                                | Voti non validi          | Voti non validi                              | 9 042   | 3,13  |  |  |  |  |  |
| Votanti                                                                        | Votanti                  | Votanti                                      | 289 055 | 94,44 |  |  |  |  |  |
| Elettori                                                                       | Elettori                 | Elettori                                     | 306 077 |       |  |  |  |  |  |
|                                                                                |                          |                                              |         |       |  |  |  |  |  |
| Nota: quorum del 65% non raggiunto; ripartizione dei seggi a livello regionale |                          |                                              |         |       |  |  |  |  |  |
| Data: 3 giugno 1979                                                            |                          |                                              |         |       |  |  |  |  |  |
| Fonte: Ministero dell'interno                                                  |                          |                                              |         |       |  |  |  |  |  |

### IX legislatura
|                                                                                | Giuliano Procacci ✔️ Eletto       | Partito Comunista Italiano              | 78 382  | 30,60 |  |  |  |  |  |
|                                                                                | Corrado Bonato                    | Democrazia Cristiana                    | 58 018  | 22,65 |  |  |  |  |  |
|                                                                                | Margherita Boniver                | Partito Socialista Italiano             | 30 301  | 11,83 |  |  |  |  |  |
|                                                                                | Giovanni Ferrara Salute ✔️ Eletto | Partito Repubblicano Italiano           | 28 350  | 11,07 |  |  |  |  |  |
|                                                                                | Carlo Papetta                     | Movimento Sociale Italiano              | 17 369  | 6,78  |  |  |  |  |  |
|                                                                                | Adolfo Aldoviso                   | Partito Liberale Italiano               | 12 695  | 4,96  |  |  |  |  |  |
|                                                                                | Girolamo Mezza                    | Partito Socialista Democratico Italiano | 9 052   | 3,53  |  |  |  |  |  |
|                                                                                | Gianfranco Spadaccia              | Partito Radicale                        | 8 159   | 3,19  |  |  |  |  |  |
|                                                                                | Luigi Vinci                       | Democrazia Proletaria                   | 6 528   | 2,55  |  |  |  |  |  |
|                                                                                | Vito Cantalupo                    | Partito Nazionale Pensionati            | 6 426   | 2,51  |  |  |  |  |  |
|                                                                                | Mario Livadari                    | Lista per Trieste                       | 472     | 0,18  |  |  |  |  |  |
|                                                                                | Camilla Cavalli                   | Partito Cristiano Azione Sociale        | 387     | 0,15  |  |  |  |  |  |
| Totale                                                                         | Totale                            | Totale                                  | 256 139 | 100   |  |  |  |  |  |
|                                                                                |                                   |                                         |         |       |  |  |  |  |  |
| Voti non validi                                                                | Voti non validi                   | Voti non validi                         | 14 355  | 5,31  |  |  |  |  |  |
| Votanti                                                                        | Votanti                           | Votanti                                 | 270 494 | 89,05 |  |  |  |  |  |
| Elettori                                                                       | Elettori                          | Elettori                                | 303 750 |       |  |  |  |  |  |
|                                                                                |                                   |                                         |         |       |  |  |  |  |  |
| Nota: quorum del 65% non raggiunto; ripartizione dei seggi a livello regionale |                                   |                                         |         |       |  |  |  |  |  |
| Data: 26 giugno 1983                                                           |                                   |                                         |         |       |  |  |  |  |  |
| Fonte: Ministero dell'interno                                                  |                                   |                                         |         |       |  |  |  |  |  |

### X legislatura
|                                                                                | Guido Giuseppe Rossi ✔️ Eletto | Partito Comunista Italiano              | 68 171  | 26,15 |  |  |  |  |  |
|                                                                                | Felice Calcaterra              | Democrazia Cristiana                    | 63 710  | 24,44 |  |  |  |  |  |
|                                                                                | Michele Achilli ✔️ Eletto      | Partito Socialista Italiano             | 50 358  | 19,32 |  |  |  |  |  |
|                                                                                | Giovanni Ferrara Salute        | Partito Repubblicano Italiano           | 17 346  | 6,65  |  |  |  |  |  |
|                                                                                | D. Vermi                       | Movimento Sociale Italiano              | 15 653  | 6,00  |  |  |  |  |  |
|                                                                                | Gianluigi Melega               | Partito Radicale                        | 9 451   | 3,63  |  |  |  |  |  |
|                                                                                | Mario Capanna ✔️ Eletto        | Democrazia Proletaria                   | 9 063   | 3,48  |  |  |  |  |  |
|                                                                                | G. Boria                       | Lista Verde                             | 8 973   | 3,44  |  |  |  |  |  |
|                                                                                | A. Desio                       | Partito Liberale Italiano               | 7 656   | 2,94  |  |  |  |  |  |
|                                                                                | M. Modina                      | Partito Socialista Democratico Italiano | 4 752   | 1,82  |  |  |  |  |  |
|                                                                                | S. Menicacci                   | Liga Veneta                             | 2 516   | 0,97  |  |  |  |  |  |
|                                                                                | E. Conti                       | Lega Lombarda                           | 2 118   | 0,81  |  |  |  |  |  |
|                                                                                | V. Fava                        | Movimento Nazionale Italiano Cacciatori | 553     | 0,21  |  |  |  |  |  |
|                                                                                | G. Valli                       | Alleanza Popolare Pensionati            | 388     | 0,15  |  |  |  |  |  |
| Totale                                                                         | Totale                         | Totale                                  | 260 708 | 100   |  |  |  |  |  |
|                                                                                |                                |                                         |         |       |  |  |  |  |  |
| Voti non validi                                                                | Voti non validi                | Voti non validi                         | 10 806  | 3,98  |  |  |  |  |  |
| Votanti                                                                        | Votanti                        | Votanti                                 | 271 514 | 90,01 |  |  |  |  |  |
| Elettori                                                                       | Elettori                       | Elettori                                | 301 634 |       |  |  |  |  |  |
|                                                                                |                                |                                         |         |       |  |  |  |  |  |
| Nota: quorum del 65% non raggiunto; ripartizione dei seggi a livello regionale |                                |                                         |         |       |  |  |  |  |  |
| Data: 14 giugno 1987                                                           |                                |                                         |         |       |  |  |  |  |  |
| Fonte: Ministero dell'interno                                                  |                                |                                         |         |       |  |  |  |  |  |

### XI legislatura
|                                                                                | Maddalena Dolores Pisoni        | Democrazia Cristiana                    | 45 002  | 17,18 |  |  |  |  |  |
|                                                                                | Francesco Enrico Speroni        | Lega Lombarda                           | 44 783  | 17,09 |  |  |  |  |  |
|                                                                                | Carlo Smuraglia                 | Partito Democratico della Sinistra      | 42 181  | 16,10 |  |  |  |  |  |
|                                                                                | Agata Alma Cappiello ✔️ Eletto  | Partito Socialista Italiano             | 35 930  | 13,71 |  |  |  |  |  |
|                                                                                | Carlo Pietro Visco Gilardi      | Partito Repubblicano Italiano           | 18 378  | 7,01  |  |  |  |  |  |
|                                                                                | Libero Traversa                 | Partito della Rifondazione Comunista    | 15 618  | 5,96  |  |  |  |  |  |
|                                                                                | Riccardo De Corato              | Movimento Sociale Italiano              | 12 785  | 4,88  |  |  |  |  |  |
|                                                                                | Emilio Molinari                 | Federazione dei Verdi                   | 10 941  | 4,18  |  |  |  |  |  |
|                                                                                | Maria Vittoria Bagni Pechinotti | Partito Liberale Italiano               | 8 840   | 3,37  |  |  |  |  |  |
|                                                                                | Marco Pannella                  | Lista Marco Pannella                    | 7 656   | 2,92  |  |  |  |  |  |
|                                                                                | Giovanni Parisi                 | Partito Pensionati                      | 4 239   | 1,62  |  |  |  |  |  |
|                                                                                | Eva Rossi                       | Lega Alpina Lumbarda                    | 4 218   | 1,61  |  |  |  |  |  |
|                                                                                | Virginio Carnevali              | La Lega Casalinghe-Pensionati           | 2 603   | 0,99  |  |  |  |  |  |
|                                                                                | Pier Gianni Prosperini          | Partito Socialista Democratico Italiano | 2 508   | 0,96  |  |  |  |  |  |
|                                                                                | Giuseppe Calderisi              | Sì Referendum                           | 2 446   | 0,93  |  |  |  |  |  |
|                                                                                | Cesare Passoni                  | Lega Lombardia Europea                  | 1 697   | 0,65  |  |  |  |  |  |
|                                                                                | Barbara Guglielmi               | Alleanza Lombarda Autonomia             | 1 018   | 0,39  |  |  |  |  |  |
|                                                                                | Alvise Zobbio                   | Caccia Pesca Ambiente                   | 472     | 0,18  |  |  |  |  |  |
|                                                                                | Ildo Quaranta                   | Federalismo - Pensionati Uomini Vivi    | 454     | 0,17  |  |  |  |  |  |
|                                                                                | Giorgio Sogliaghi               | Movimento Fascismo e Libertà            | 232     | 0,09  |  |  |  |  |  |
| Totale                                                                         | Totale                          | Totale                                  | 262 001 | 100   |  |  |  |  |  |
|                                                                                |                                 |                                         |         |       |  |  |  |  |  |
| Voti non validi                                                                | Voti non validi                 | Voti non validi                         | 10 786  | 3,95  |  |  |  |  |  |
| Votanti                                                                        | Votanti                         | Votanti                                 | 272 787 | 89,72 |  |  |  |  |  |
| Elettori                                                                       | Elettori                        | Elettori                                | 304 044 |       |  |  |  |  |  |
|                                                                                |                                 |                                         |         |       |  |  |  |  |  |
| Nota: quorum del 65% non raggiunto; ripartizione dei seggi a livello regionale |                                 |                                         |         |       |  |  |  |  |  |
| Data: 5 aprile 1992                                                            |                                 |                                         |         |       |  |  |  |  |  |
| Fonte: Ministero dell'interno                                                  |                                 |                                         |         |       |  |  |  |  |  |